# Elis
Elis, Oudgrieks: Ἤλις, Ễlis, Dorisch Grieks: Ἄλις, Ãlis, Grieks: Ήλιδα, Ilida, was een polis in het noordwesten van de Peloponnesos. 

## Geschiedenis
Elis was de hoofdstad van de landstreek Eleia, die naar haar ook wel Elis werd genoemd. Toen in 584 v.Chr. de erfelijke positie van de Hellanodikai kwam te vervallen, konden alle burgers van Elis voortaan ambten vervullen en mocht Elis zich een democratische polis noemen. Het sloot in 420 v.Chr. samen met Athene, Argos en Mantinea een verbond tegen Sparta, maar de Spartanen behaalden in 418 v.Chr. onder het opperbevel van koning Agis II in de slag bij Mantinea een beslissende overwinning op het coalitieleger. Agis II deed in 405/404 v.Chr. nog een inval in Elis en onderwierp het. Eerst Sparta, maar daarna ook Messenië en Elis werden na de moord op Nabis in 192 v.Chr. in de Achaeïsche Bond opgenomen. Hierdoor was praktisch de hele Peloponnesos voortaan in deze federatie verenigd. Elis kende net als Sparta ook perioiken.

## Beroemde inwoners
- koning Aëthlios van Elis
- koning Augias van Elis
- Hippias van Elis
- koning Oinomaos van Elis
- Pyrrho van Elis
- Xenophon[1]